# Schule für Gestaltung St. Gallen
Die Schule für Gestaltung St. Gallen SfG ist eine Abteilung des Gewerblichen Berufs- und Weiterbildungszentrums St. Gallen (GBS St. Gallen) und ist eine Bildungsstätte für gestalterisch-künstlerische Grundausbildungen und Weiterbildungen.
Rund 1600 Schüler bzw. Studenten werden an der 1783 gegründeten Schule von 160 Dozenten unterrichtet.

## Kurse / Vorbereitung
Die Schule bietet gestalterische Vorkurse für Jugendliche im Vorbereitungsjahr für gestalterische Berufe. Erwachsene können sich in Teil- oder Vollzeit auf weiterführende Schulen im Bereich Gestaltung, Design und Kunst vorbereiten (Propädeutikum).

## Berufliche Grundbildung
Die Schule für Gestaltung St. Gallen bietet im Rahmen der Grundbildung den Unterricht für zwölf Berufslehren mit Eidgenössischem Fähigkeitszeugnis (EFZ) an:
- Bekleidungsgestalter
- Bekleidungsgestalter im Couture-Lernatelier
- Fotomedienfachfrau / Fotomedienfachmann
- Grafiker
- Grafiker an der Fachklasse Grafik
- Medientechnologe
- Interactive Media Designer
- Polydesigner
- Polygraf
- Printmedienpraktiker
- Steinbildhauer
- Steinmetz

## Höhere Fachschule für Künste, Gestaltung und Design
Als Höhere Fachschule (HF) für Künste, Gestaltung und Design bietet die Schule berufsbegleitende Lehrgänge an, in denen der eidgenössische HF-Abschluss „Diplomierter Gestalter“ in den Fachrichtungen Fotografie, Visuelle Gestaltung, Produktdesign und Interactive Media Design erworben wird.